# Fűzfői-öböl
A Fűzfői-öböl a Balaton legészakibb része a keleti medencében. Nevét a csúcsánál fekvő Balatonfűzfő településről kapta.
Az öböl a kedvező szélviszonyok miatt napjainkban kedvelt helyszíne a vízisportoknak: élénk vitorlás- és szörfélet folyik. A kedvező adottságok ellenére Balatonfűzfőn az 1930-as években jelentek meg az első vitorláshajók, addig az öböl vizére ritkán tévedtek be balatonkenesei vagy balatonalmádi vitorlások.
Itt rendezik minden évben az öbölátúszás nevű hosszútávúszó versenyt.